# 德米特里·萨乌丁
德米特里·伊万诺维奇·萨乌丁（俄语：Дмитрий Иванович Саутин，1974年3月15日—），生於沃羅涅日，俄罗斯跳水运动员。
萨乌丁是1990年代世界跳水界的标志性人物之一，被称作「跳水沙皇」。他从七岁起，就开始在学校教练的指导下参加跳水训练，并显示出过人的天赋。萨乌丁曾在1996年亚特兰大和2000年悉尼两次夺得奥运金牌。在他参加的五届奥运会中，总共囊获了2金2银4铜。

## 运动生涯
萨乌丁于1990年代初期出道，早期的他跳台与跳板项目兼修，但曾被流氓袭击而被刺中腹部，一度生命垂危。康复后的萨乌丁继续投身训练，奇迹般地重返跳水赛场。
1992年，萨乌丁以独联体运动员身份，参加巴塞罗那奥运会男子3米板和男子10米台两项跳水比赛，其中在3米板比赛中获得一枚铜牌，10米台比赛获得第六名。
1996年，萨乌丁首次作为俄罗斯运动员，参加亚特兰大奥运会跳水比赛的两个男子项目，他在率先参加的男子3米板比赛中发挥不佳，仅获得第五名。但在随后进行的男子10米台比赛中，萨乌丁力压田亮、肖海亮等强敌，首次获得奥运会金牌。此后两年，随着熊倪等强敌淡出赛场，加上竞技状态踏入巅峰时期，萨乌丁包揽了所有跳水世界大赛的跳板、跳台金牌。因此，这段时期被称为“萨乌丁时代”。
2000年，萨乌丁参加了悉尼奥运会四个男子跳水项目比赛。首个项目是双人10米台比赛，萨乌丁与队友伊戈尔·卢卡辛的组合战胜中国的胡佳、田亮组合，再次获得金牌。然而，在自己最擅长的单人3米板比赛中，一度领先第二名近30分的萨乌丁，在最后一跳出现严重失误，被熊倪和费尔南多·普拉塔斯反超，屈居季军。而在双人3米板和单人10米台比赛中，萨乌丁皆屈居于中国选手之后，获得1枚银牌和1枚铜牌。
悉尼奥运会后，萨乌丁退出了10米跳台赛场，专攻3米跳板比赛。2004年雅典奥运会，萨乌丁在双人3米板和单人3米板比赛中，分获第七名和季军，未能实现连续三届获得金牌。
2008年北京奥运会，34岁的萨乌丁最后一次参加奥运会跳水比赛，他与尤里·库纳科夫在双人3米板比赛中获得一枚银牌，而在单人3米板中则获得第四名。萨乌丁在本届赛事中以一记获得高分的完美动作，结束延续了五届的奥运会生涯。

## 后运动生涯
2013年，萨乌丁接受中国江苏卫视邀请，以領隊裁判員的身份出席綜藝节目《星跳水立方》。